# Urosalpinx lurida
Urosalpinx lurida är en snäckart som först beskrevs av Middendorff 1848.  Urosalpinx lurida ingår i släktet Urosalpinx och familjen purpursnäckor. Inga underarter finns listade i Catalogue of Life.